# CS Gaz Metan Mediaş (baloncesto)
El CS Gaz Metan Mediaş es un equipo de baloncesto rumano con sede en la ciudad de Mediaş, que compite en la Liga Națională, la máxima competición de su país. Disputa sus partidos en la Sala Sporturilor Mediaş, con capacidad para 461 espectadores.

## Posiciones en liga
- 2004 (2-D2)
- 2005 (8-1)
- 2006 (9)
- 2007 (6)
- 2008 (6)
- 2009 (9)
- 2010 (2)
- 2011 (3)
- 2012 (1)
- 2013 (5)
- 2014 (11)
- 2015 (9)

## Palmarés
- Campeón Copa Rumana -  2011, 2013
- Subcampeón Copa Rumana -  2010

## Jugadores destacados
| - Mladen Varaga - Ivan Lilov - Doug Plumb - Ivan Tomeljak - Thomas Soltau - Patrick Marcu - Giorgos Tsiaras - Kitwana Rhymer - Edgars Cunda - Gediminas Navickas - Zeljko Bubanja - Radomir Marojevic - Slavisa Bogavac - Zeljko Bojovic | - Marko Dimitrijevic - Slobodan Dundjerski - Nikola Glisovic - Maksim Kovacevic - Zoran Krstanovic - Miljan Marjanovic - Aleksandar Mladenovic - Niksa Nikolic - Milos Pavlovic - Bojan Radetic - Vladimir Radmanovac - Ognjen Samardzija - Nikola Siladji - Marko Todorovic | - Uros Velickovic - Ivan Zigeranovic - Kenny Grant - Dubrey Black - Aaron Coombs - Haron Hargrave - Jarrett Howell - Willie Kemp - Damien Kinloch - Jake Koch - Tyrone Mitchell - Deven Mitchell - Craig Moore - Derrick Phelps | - Kyle Shilov - Mike Saint John - Kevin Thompson - Scott VanderMeer - Andrew Washington - Aliaksandr Pustahvar - Osvaldo Jeanty - Ivan Ivanovic - Marko Djurkovic - Nemanja Calasan - Augustine Okosun - Gyno Pomare - Paul Graham - Robert Thompson |